# Grasdorf (Holle)
Grasdorf ist eine Ortschaft der Gemeinde Holle im Landkreis Hildesheim im Bundesland Niedersachsen (Deutschland). Am 1. März 1974 wurde Grasdorf in die Gemeinde Holle eingegliedert.

## Lage

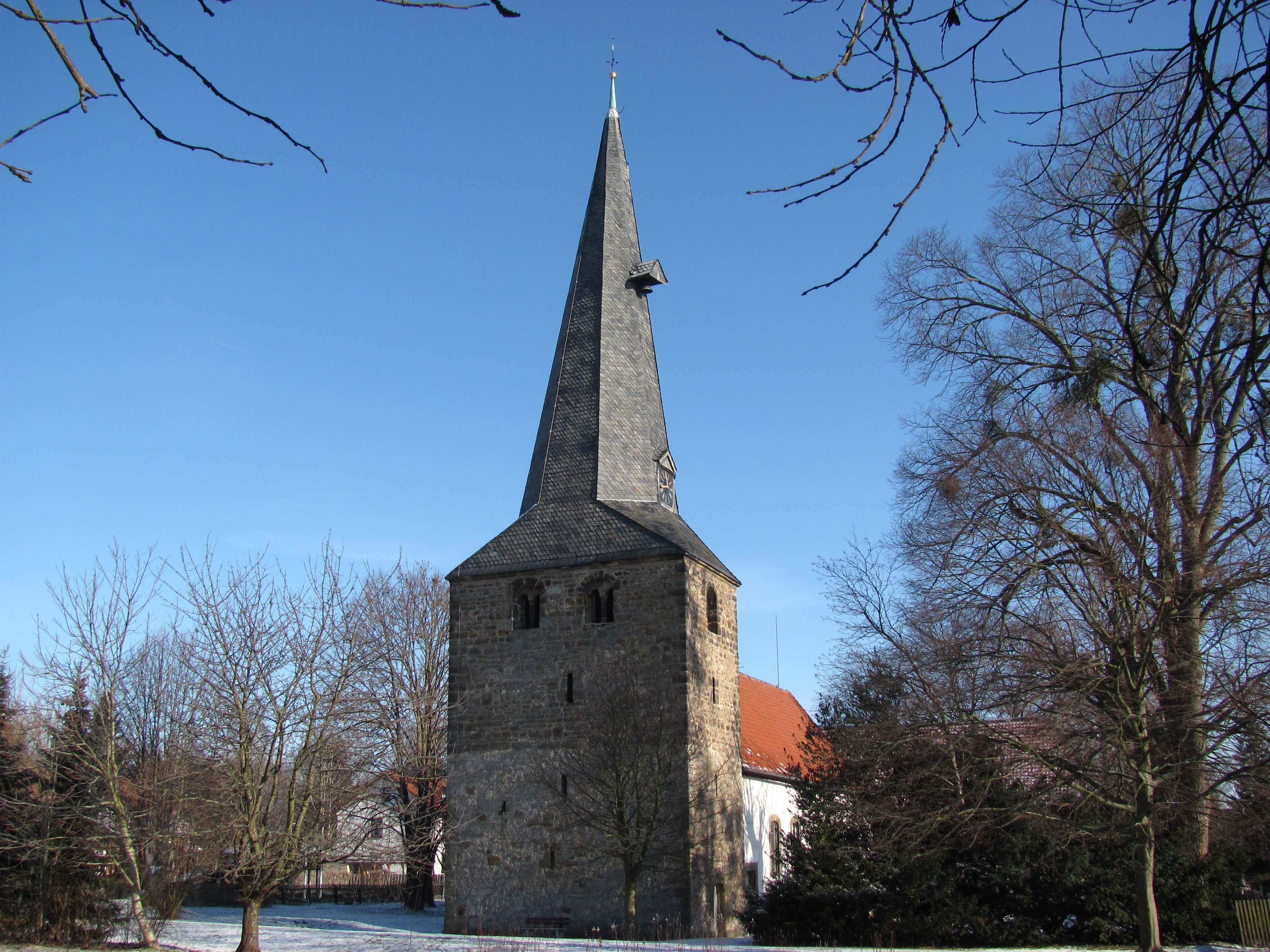
Ev. Nikolaikirche Grasdorf

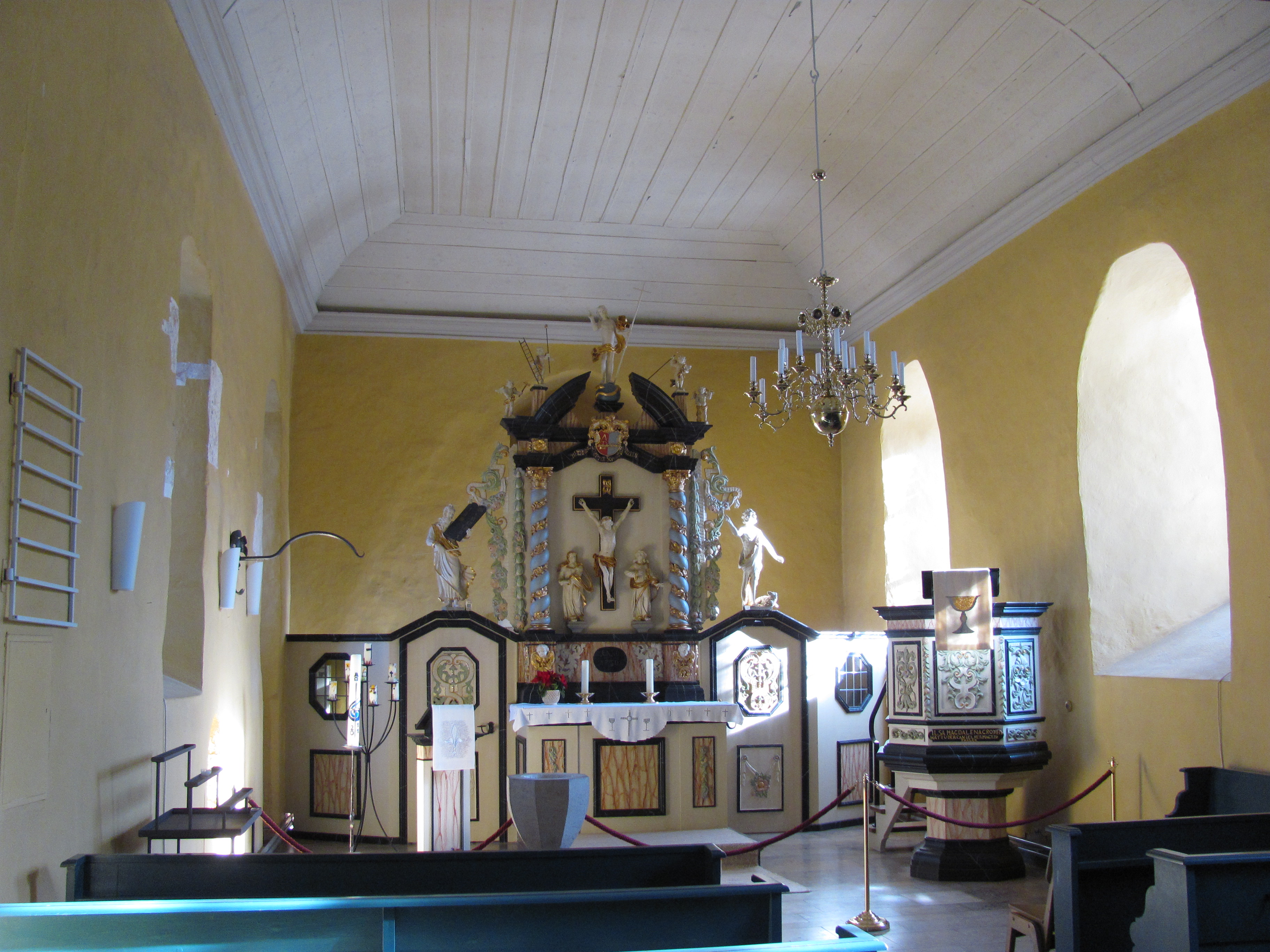
Ev. Nikolaikirche Grasdorf

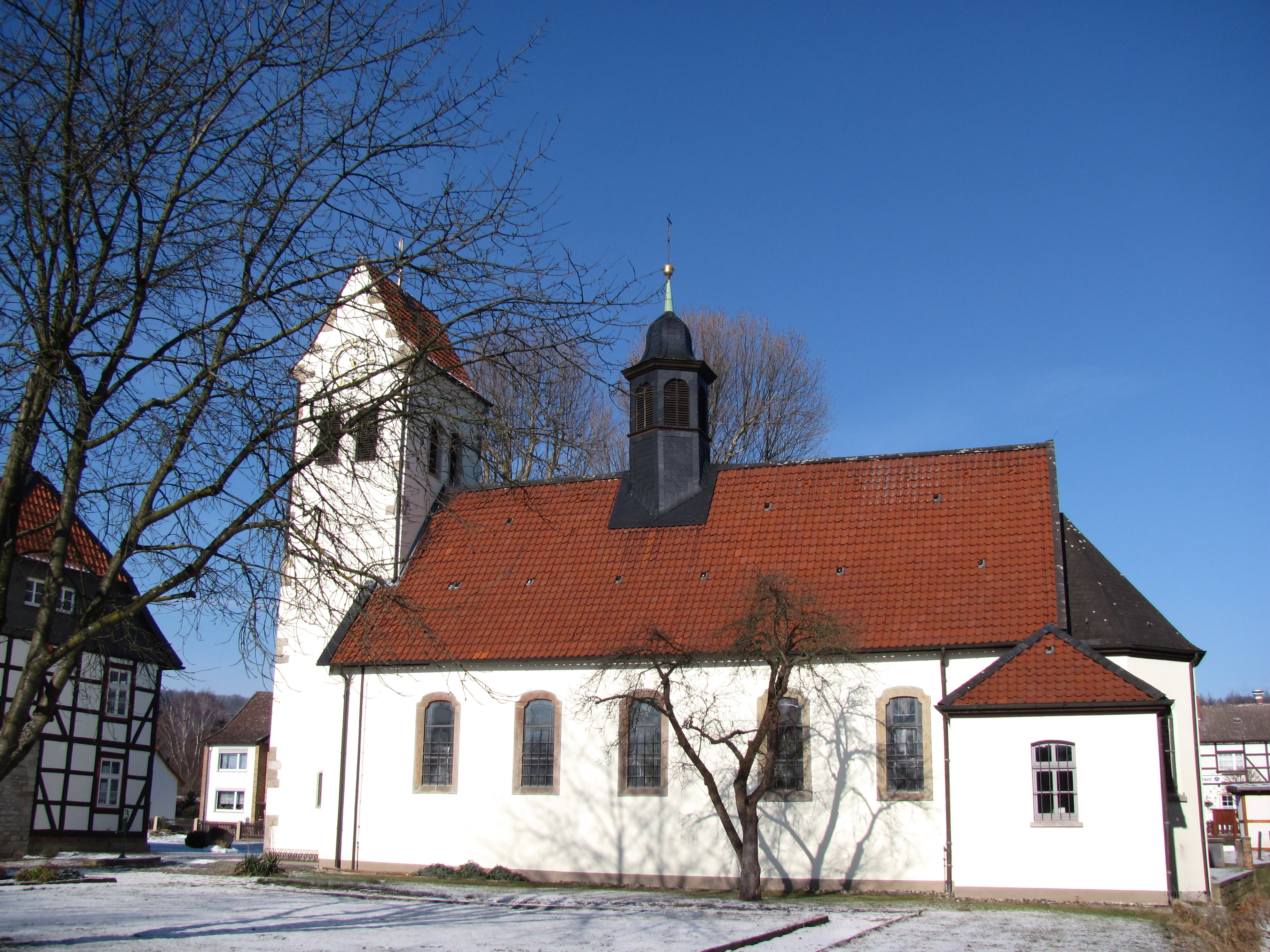
Kath. Marienkirche Grasdorf

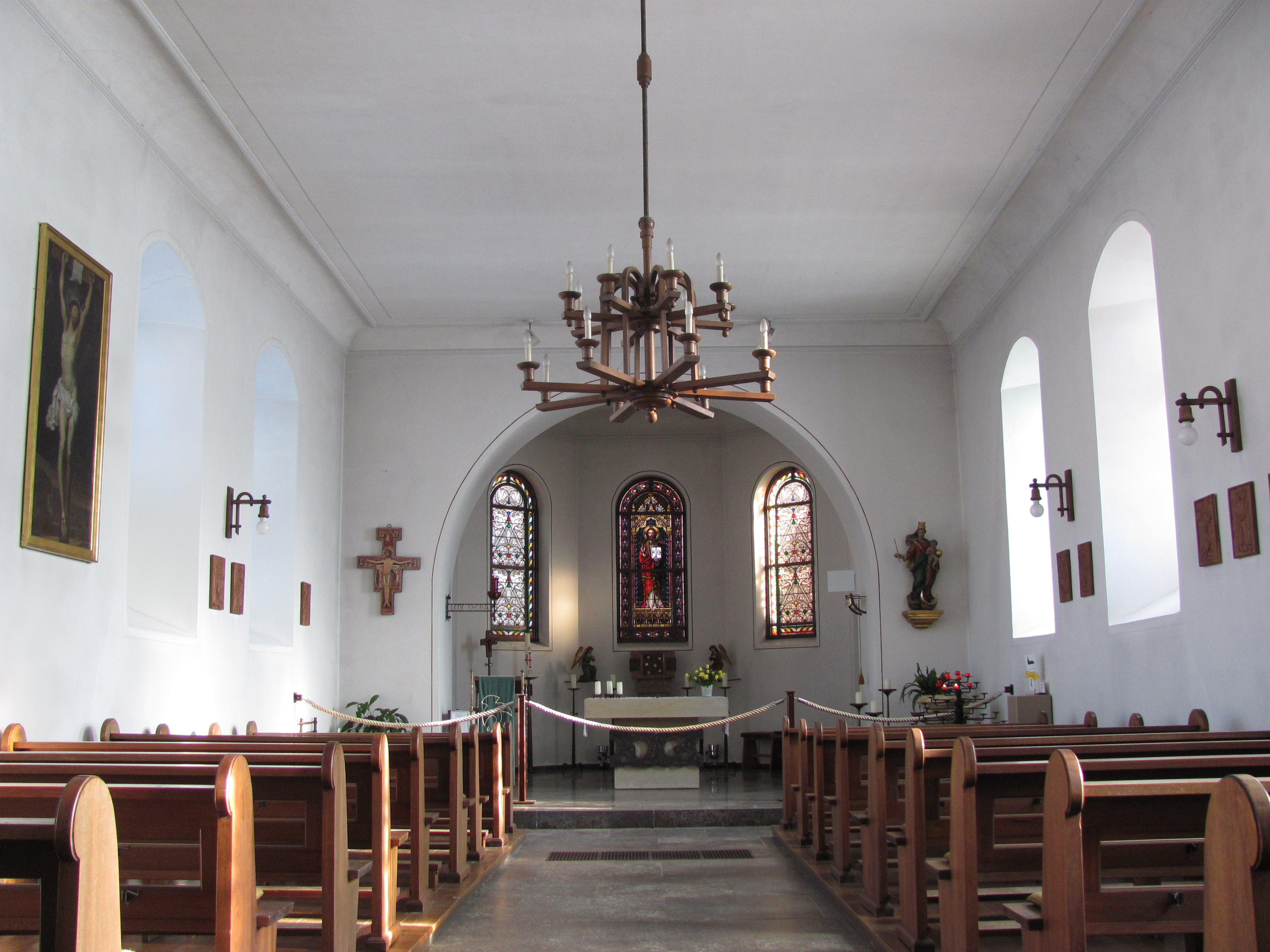
Marienkirche Grasdorf

Grasdorf liegt in landschaftlich schöner Lage im Harzvorland zwischen der Hildesheimer Börde und dem Wohldenberg.
Die Nähe zu den Autobahnen 7 und 39 sowie zu den Bundesstraßen 6 und 444 sorgt für eine gute Verkehrsanbindung. Als öffentliche Verkehrsmittel stehen Busverbindungen oder der Bahnhof Derneburg zur Verfügung.
Die günstige Verkehrslage hat dazu geführt, dass sich in Grasdorf viele Berufspendler niedergelassen haben, die ihrer Arbeit in den Ballungszentren nachgehen. Das Ortsbild wird auch von landwirtschaftlichen Betrieben und dem am östlichen Ortsrand entstandenen Gewerbegebiet geprägt.

## Politik
Nach den Kommunalwahlen in Niedersachsen 2021 verteilen sich die sieben Sitze im Ortsrat wie folgt (in Klammern Veränderung zur Wahl 2016):
- SPD: 4 Sitze (±0)
- CDU: 3 Sitze (±0)

### Wappen
Eine Glocke auf rotem Grund mit dem Wohldenberger Turnierkragen darüber. Die Glocke des Grasdorfer Wappens befand sich in der heutigen evangelischen Kirche, die schon 1179 als Kapelle im bannus Lamspringe erwähnt wird. Die romanische Glocke von 1,04 m Durchmesser zeigt die Öhre der Krone als Bandverzierungen. Das Wappen erinnert an eine weitere Glocke aus dem 13. Jh., die sich heute im Römermuseum in Hildesheim befindet. Der Turnierkragen oberhalb der Glocke ist dem Wohldenberger Wappen entnommen und macht auf die Zeit von 1523 bis 1643 aufmerksam, in der Grasdorf und das Amt Wohldenberg nach der Hildesheimer Stiftsfehde dem braunschweigischen Herzog gehörten.

## Geschichte
Zahlreiche Ausgrabungsfunde am Grasdorfer Oheberg belegen bereits Lager- und Jagdplätze aus der Steinzeit. Andere Funde lassen hier Ansiedlungen sowie Grenz- und Wallanlagen aus der Zeit der Franken vermuten.
Die erste urkundliche Erwähnung mit dem damaligen Namen Gravesthorp stammt von 1131. Nach und nach entwickelte sich das Kloster Derneburg im 12. Jh. zum größten Grundbesitzer in Grasdorf. Die 1330 von Bischof Otto II. erbaute Kapelle (heute die katholische Kirche) erwarb ebenfalls große Ländereien, so dass in dieser Zeit fast ganz Grasdorf unter dem Einfluss der Kirche stand.
In den Folgejahren hatte Grasdorf unter diesem Einfluss aufgrund der Religionskriege ganz besonders zu leiden. Nach der Hildesheimer Stiftsfehde und der Reformation wurde der Ort oft von durchreisenden Kriegsscharen heimgesucht, die die Speisekammern plünderten.
Während des Dreißigjährigen Krieges brandschatzten die Truppen des Grafen von Tilly alle lutherischen Dörfer, und im Jahr 1641 schlug der kaiserliche General Piccolomini sein Lager auf dem Wohldenberg auf und plünderte auch Grasdorf.
Zu all den Kriegen gesellte sich auch eine Jahrhunderte dauernde Umweltvergiftung, die durch den Erzbergbau im Harz hervorgerufen wurde, der mit seinen bleihaltigen Abwässern die Wiesen an der Innerste vergiftete.
Nach der Reformation ließ die braunschweigische Regierung die Grasdorfer Kapelle unbenutzt, so dass sie allmählich verwitterte. Im Zuge der Gegenreformation wurde die verfallene Kirche von 1701 an wieder schrittweise restauriert. Die im Krieg zerstörten Häuser ersetzten die Grasdorfer zu Anfang des 18. Jh. durch ansehnliche Fachwerkbauten in nordthüringischem Baustil.
Um 1840 konnte von den Grasdorfer Bauern der Zehnt abgelöst werden, der bis dahin noch an die Grafen zu Münster zu entrichten war. Die Ablösungssumme von 20.000 Talern in Gold wurde mit der bespannten „Pastorenkutsche“ bei der Gräflich-Münsterischen Gutsverwaltung abgeliefert.
Über zwei Jahrhunderte besaß Grasdorf eine evangelische und eine katholische Schule. 1908 wurde die evangelische Schule in einen Einschulenverband für beide Konfessionen umgewandelt. Die katholische Schule bestand noch bis 1936.

## Grasdorf heute
Nach den Um- und Neubauphasen nach dem Zweiten Weltkrieg ist Grasdorf heute nach Holle und Sottrum die drittgrößte Ortschaft der Gemeinde Holle mit einem in sich geschlossenen, harmonischen Ortsbild, obwohl der Ausbau der Bundesstraße 6 das Dorf in zwei Hälften geteilt hat. Gerade die nördlich am Wald gelegene Siedlung „Am Thieberg“ ist vorbildlich gelungen. Zahlreiche kleine Verschönerungen, wie der an unter Denkmalschutz stehende Linde gelegene und restaurierte Dorfbrunnen, bestimmen die Ortschaft.
2009 etablierte sich die Braugruppe Schwarzes Huhn, um eine historische Biersorte wieder zu beleben.
Am Fuße des Ohebergs befinden sich das Wochenendhausgebiet „Mastbruch“ und zwei Campingplätze. Einer davon liegt direkt an der alten Bergmühle, die 1934 stillgelegt wurde.

## Sehenswertes
- Neben der Bergmühle ist auch die alte steinerne Zweibogenbrücke mit dem dahinter liegenden Wehr eine Sehenswürdigkeit.

- Die katholische Marienkirche wurde 1330 als Sühnekapelle von Bischof Otto II. aus dem Hause Wohldenberg gegründet. Der heutige Bau wurde nach 1648 errichtet und hatte anfangs an Stelle eines Turmes nur den heute noch erhaltenen beschieferten Dachreiter. Der Westturm mit seinen markanten Eckquadern wurde erst 1936 erbaut. Im Dezember 2001 erhielt die Kirche zehn neue Buntglasfenster, von denen acht verschiedene Szenen aus dem Leben Mariens zeigen.[5] Zwei weitere Fenster sind dem Märtyrer Johannes Nepomuk, der häufig als „Brückenheiliger“ auf Darstellungen auch im Hildesheimer Land zu sehen ist, und dem Kopatron Laurentius gewidmet. Das Pfarrhaus neben der Kirche, die seit 1701 katholische Pfarrkirche von Grasdorf ist und in ihrem Innern fast 100 Sitzplätze bietet, wurde 1789 erbaut.

Die Kirche ist als „Autobahnkirche“ täglich von 8 bis 18 Uhr geöffnet.
- Die evangelische Nikolaikirche wurde 1178 erstmals urkundlich erwähnt, sie war damals Besitz des Klosters in Lamspringe. Der wuchtige Westturm mit seinen deutlich sichtbaren Schießscharten, die vermuten lassen, dass er zeitweise auch als Wehrturm diente, stammt noch aus der Zeit der Romanik, während das Kirchenschiff mehrmals umgebaut wurde. Die Jahreszahl 1765, die in der südlichen Seitenwand zu sehen ist, bezieht sich auf das Jahr eines solchen Umbaues. Der barocke Kanzelaltar von 1730 wurde 2001 restauriert. Das Taufbecken stammt aus dem Jahr 1795, während der heutige Taufstein 1962 gestaltet wurde. Seit 1836 verfügt die Kirche über eine Orgel, diese wurde 1913 durch die Orgelbauer Furtwängler & Hammer ersetzt. Sie verfügt über 19 Register auf zwei Manualen und Pedal, 2008 wurde die Orgel restauriert. Auch zwei Buntglasfenster von 1911 sind im Innern der Nikolaikirche beachtenswert: Das eine zeigt Jesus als Guten Hirten, das andere Martin Luther. Das Pfarrhaus neben der Kirche, die in ihrem Innern rund 70 Sitzplätze hat, wurde 1743 erbaut.[6]

Auch diese Kirche ist als „Autobahnkirche“ täglich von 8 bis 18 Uhr geöffnet.